# (4556) Gumilyov
(4556) Gumilyov est un astéroïde de la ceinture principale.

## Description
(4556) Gumilyov est un astéroïde de la ceinture principale. Il fut découvert le 27 août 1987 à Naoutchnyï par Lioudmila Karatchkina. Il présente une orbite caractérisée par un demi-grand axe de 2,31 UA, une excentricité de 0,15 et une inclinaison de 4,8° par rapport à l'écliptique.

## Compléments